# Sumpnattskärra
Sumpnattskärra (Caprimulgus natalensis) är en fågel i familjen nattskärror.

## Utseende och läte
Sumpnattskärran är en medelstor typisk nattskärra med kraftigt fjällat mönster på ovansidan. Båda könen har en bred ljus fläck på de yttre stjärtpennorna, vit hos hanen och beigefärgad hos honan. Arten är mest lik bantunattskärran, men har större stjärtfläckar och svartaktig kind. Hane sumpnattskärra saknar också olikt bantunattskärran vit vingbakkant. Den liknar även bergnattskärran, men är ljusare, saknar rostrött halsband och överlappar knappt, vare sig i utredningsområde eller levnadsmiljö. Lätet är en distinkt serie med ljudliga "chow".

## Utbredning och systematik
Sumpnattskärra delas in i två underarter:
- Caprimulgus natalensis natalensis – förekommer från östra Gambia till Sudan, sydvästra Etiopien, östra Tanzania och norra Sydafrika
- Caprimulgus natalensis accrae – förekommer från kustnära nord-centrala Sierra Leone till västra Kamerun

## Levnadssätt
Sumpnattskärran hittas i fuktiga gräsmarker och öppen savann, även med inslag av palmer.

## Status och hot
Arten har ett stort utbredningsområde, men tros minska i antal, dock inte tillräckligt kraftigt för att den ska betraktas som hotad. Internationella naturvårdsunionen IUCN listar arten som livskraftig (LC).